# Dignano (Italia)
Dignano (Dignan in friulano) è un comune italiano di 2 238 abitanti del Friuli-Venezia Giulia.

## Storia
Il paese è noto per aver dato i natali a Jacopo Pirona, autore del Vocabolario della lingua friulana, e a suo nipote Giulio Andrea Pirona.

### Simboli
Lo stemma, concesso con decreto del presidente della Repubblica dell'11 marzo 1953, si può blasonare:
Il gonfalone è un drappo trinciato di giallo e di azzurro.

## Monumenti e luoghi d'interesse
Per quanto riguarda l'architettura, sono da ricordare: la chiesa parrocchiale di San Sebastiano, costruita nel XVIII secolo; la pieve dei Santi Pietro e Paolo risalente al XII secolo, una delle pievi più antiche del Friuli; essa presenta l'abside affrescata con dipinti coevi nonché quattro affreschi settecenteschi nella navata di sinistra; la casa Pirona-Bisaro risalente al XVI secolo, rarissimo esempio di casa carnica nel medio Friuli, caratterizzata da una pregevole facciata contraddistinta da quattro archi in tufo, e che presenta al suo interno due grandi affreschi settecenteschi; la casa Pirona che diede i natali a Jacopo Pirona.

## Società

### Evoluzione demografica
Abitanti censiti

### Lingue e dialetti
A Dignano, accanto alla lingua italiana, la popolazione utilizza la lingua friulana. Ai sensi della deliberazione n. 2680 del 3 agosto 2001 della Giunta della Regione autonoma Friuli-Venezia Giulia, il Comune è inserito nell'ambito territoriale di tutela della lingua friulana ai fini della applicazione della legge n. 482/99, della legge regionale n. 15/96 e della legge regionale n. 29/2007.
La lingua friulana che si parla a Dignano rientra fra le varianti appartenenti al friulano centro-orientale.

## Amministrazione
Nel 2014 Dignano venne incluso dell'UTI "Collinare" del Friuli, che sarà tuttavia abolita già nel 2020.

## Sport

### Calcio
La squadra di calcio della città è l'Asd Tagliamento, che milita attualmente in 1 categoria, ed è stata fondata nel 1970.
I colori ufficiali sono il biancoverde.campione del girone B di seconda categoria 23/24